# Hendrik König
Hendrik König (Könile) var en svensk bildhuggare och snickare.
König var verksam i början av 1600-talet som bildhuggare och snickare i Malmö. Han var medhjälpare till Statius Otto och Jacob Kremberg vid utförandet av altartavlan till S:t Petri kyrka i Malmö 1608–1611 där König utförde utsirningen av kolonnerna och delar av ornamenteringen. Han omnämns i Malmö snickareskråets stiftelsebrev 1601 och i Malmö dombok 1602–1603 efter att han legat i process med Daniel Thomisen